# Frozen Crown
Frozen Crown es un grupo de música de power metal italiano fundado en 2017 en Milán. La banda fusiona speed metal melódico y power metal. Lanzaron su álbum debut, The Fallen King, en 2018; su segundo álbum, Crowned in Frost, en 2019; en 2021, su tercer trabajo, Winterbane.; su ultimo álbum, Call of the north, fue lanzado en 2023.
Su música se inspira en la de bandas como Sonata Arctica, Nightwish y Orden Ogan. Según el guitarrista de la banda, las letras de sus canciones cuentan historias de manera que se adapten a la corriente musical y escondan un significado metafórico más profundo. A pesar de los títulos y temas “épicos” (reyes, espadas y monstruos), las canciones se adaptan a la vida diaria.

## Historia
Frozen Crown debutó en 2018 con el álbum The Fallen King a través de Scarlet Records.
La música de Frozen Crown se inspira en la de bandas como Sonata Arctica, Nightwish y Orden Ogan. Pero además de power metal también incluyen elementos propios del death metal, como el uso de guturales. Según Etro, cantante principal de la banda, las letras de sus canciones tratan de adaptarse al estilo de la música pero a su vez esconden metáforas sobre situaciones que pueden darse en la vida cotidiana.

### Comienzos
Frozen Crown fue formada por el guitarrista y diseñador gráfico, Federico Mondelli, Según una entrevista en 2019 Mondelli comento como junto a la banda, dijo : Yo (Federico) y Filippo (el bajista) ya éramos amigos para empezar, y ya estábamos trabajando juntos en los aspectos en vivo de mi otro proyecto (Be The Wolf). En lo que respecta a los otros miembros, encontré a Giada primero en línea y luego a Thalía. Alberto es primo de Filippo, por lo que lo propuso él como baterista. Según Mondelli, la banda originalmente iba a ser un proyecto en solitario con él tocando todos los instrumentos y Giada como vocalista adicional, pero luego se convirtió en una banda al completo incluso si Mondelli seguía escribiendo todo y grabando todas las partes de guitarra y teclados.
El origen del nombre, según explicó su guitarrista y líder, fue que querían un nombre poderoso e inspirador, que también pudiera ser fácil de entender y recordar para gente de cualquier nacionalidad. Un nombre formado por dos palabras (como Celtic Frost, Iron Maiden, Iced Earth, Blind Guardian, etc.). Frozen Crown fue perfecto porque recordaba los escenarios helados y majestuosos pero bárbaros que teníamos en mente cuando formamos la banda.

### THE FALLEN KING - CROWNED IN FROST (2018-2019)
En 2018 la banda lanza su álbum debut "The Fallen King" lanzado por el sello italiano Scarlet Records. El trabajo logró buenas críticas aludiendo que la banda prometía para su segundo trabajo de estudio lanzado poco más de un año después en 2019 la banda lanzó "Crowned in Frost" también a través del sello Scarlet Records. Cosechando buenas críticas el álbum está influenciado por el power metal con inserciones sinfónicas y melodías neoclásicas, con elementos del thrash Metal y death metal.

### SALIDADE ALGUNOS MIEMBROS DE LA BANDA
En 2020, la banda sufrió cambios importantes en la formación. La guitarrista Talia Bellazecca, el bajista Filippo Zavattari y el batería Alberto Mezzanotte dejaron la banda. Según el guitarrista, se debió a motivos personales y para centrarse en sus vidas. De esta forma, quedaron en el grupo solo la cantante Giada 'Jade' Etro y el fundador, tecladista, guitarrista y compositor Federico Mondelli.

### Nueva Formación
Tras la salida de los antiguos miembros de la banda los nuevos componentes que sustituirán a su guitarrista, bajista y batería, fueron, la guitarrista Fabiola “Sheena” Bellomo (guitarra) quien anteriormente milito en la banda Manam, del estilo death metal melódico, Francesco Zof (bajo) y Niso Tomasini (batería) con estos nuevos músicos,se grabó su producción 2021 "Winterbane".
El 4 de septiembre de 2023 la banda anuncía en sus redes sociales que la joven promesa de la guitarra, Alessia Lanzone, se une a sus filas como tercera guitarrista; según afirma la propia banda, la incorporación de Alessia les permitirá ser más fieles en directo al sonido de sus álbumes en estudio, en los cuales suelen grabar pistas y arreglos para más de dos guitarras.

### Estilo
Según el guitarrista de la banda, Frozen Crown siempre tuvo grandes influencias del Death Metal Melódico y del Power metal clásico, comenzando desde el primer álbum entre estas influencias cuentan Sonata Arctica, Arch Enemy, Nightwish y Wintersun entré otros sin embargo la banda ha logrado desarrollar un estilo propio y peculiar, un power metal dinámico y cautivador de explosiva impetuosidad, una combinación perfecta de melodía y ritmo.

## Miembros
Miembros actuales
- Giada "Jade" Etro – Voz principal (2017–presente)
- Federico Mondelli – Guitarra, voz y teclado (2017–presente)
- Alessia Lanzone - Guitarra (2023-presente)
- Francesco Zof – Bajo (2021–presente)
- Niso Tomasini – Batería (2021-presente)
- Aleksandra "Lioness" Stamenković - Guitarra (2025-presente)

Antiguos miembros
- Fabiola "Sheena" Bellomo – Guitarra (2021–2025)
- Thalía Bellazecca – Guitarra (2017–2020)
- Filippo Zavattari – Bajo (2017–2020)
- Alberto Mezzanotte – Batería (2017–2020)

## Discografía
Álbumes de estudio
- The Fallen King (2018)
- Crowned in Frost (2019)
- Winterbane (2021)
- Call Of The North (2023)
- War Hearts (2024)